# 70 Змееносца
70 Змееносца (лат. 70 Ophiuchi) — двойная звёздная система в созвездии Змееносца, находящаяся на расстоянии в 16,6 световых лет от Солнца.
Обе звезды — оранжевые карлики главной последовательности, спектральный класс первой — K0V, второй — K5Ve. Период обращения в этой системе равен 87,9 лет.
Примечательно, что эта звезда стала одной из первых, для которых было предсказано существование у неё планетной системы. Так, в 1855 году сотрудником Мадрасской обсерватории (Британская Индия) капитаном У. С. Джейкобом было обнаружено расхождение между наблюдавшимся и предсказанным движением компонентов двойной звезды друг относительно друга, что позволило предположить наличие у этих двух звёзд третьего невидимого компаньона. Данное предположение было позднее подтверждено американским астрономом Томасом Си, однако, более точный расчёт, произведённый Ф. Р. Молтоном, показал, что существование подобной системы не является возможным в силу её неустойчивости. Исследования, проведённые на Обсерватории Макдональд в 2006 году, показали, что если у 70 Змееносца есть планета (планеты), то её (их) масса должна лежать в пределах 0,46 — 12,8 MJ, а расстояние до звезды — от 0,05 до 5,2 а. е.
Звезда 70 Змееносца входит в астеризм, напоминающий Гиады, включавшийся в конце XVIII века в отдельное созвездие — Телец Понятовского.

## Ближайшие звёзды
Расстояние до двойной звезды Вольф 1055 — 6,1 св. года, до Альтаира — 7,8 св. лет.